# Harumi Yoshida

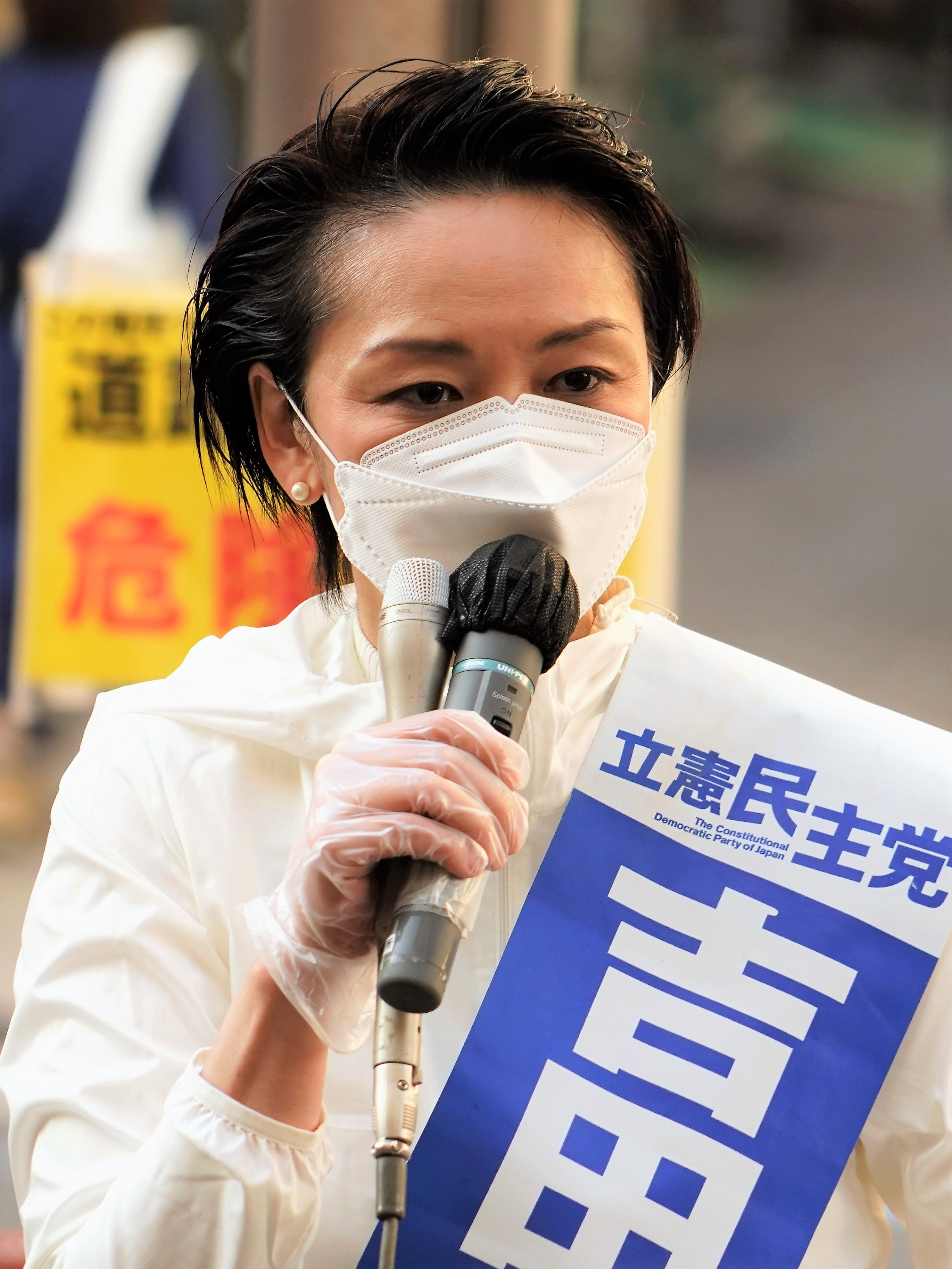
Yoshida im Wahlkampf 2021

Harumi Yoshida (japanisch 吉田 晴美 Yoshida Harumi; * 1. Januar 1972 in Kahoku, Nishi-Murayama, Yamagata) ist eine japanische Politikerin und seit 2021 Mitglied des Abgeordnetenhauses (Shūgiin) für den 8. Wahlkreis von Tokio, den sie als Kandidatin der Konstitutionell-Demokratischen Partei (Rikken Minshutō, KDP) gegen den langjährigen, seit der Wahlrechtsreform der 1990er Jahre einzigen vorherigen Vertreter Nobuteru Ishihara (LDP) gewann. Ihre Parteizugehörigkeiten vor der Gründung der „neuen“ KDP waren Demokratische Partei (Minshutō) → Demokratische Fortschrittspartei (Minshintō) → „alte“ KDP.
Yoshida studierte an der geisteswissenschaftlichen Fakultät der Rikkyō Daigaku (engl. auch „St. Paul's University“) und arbeitete anschließend für Singapore Airlines. 2003 erwarb sie einen MBA an der University of Birmingham und war danach Beraterin für KPMG Healthcare Japan. In die aktive Politik stieß sie bei der Präfekturparlamentswahl Chiba 2011 (Teil der einheitlichen Wahlen) vor, als sie im Sechsmandatswahlkreis Stadt Ichikawa (Ichikawashi-ku) als Demokratin kandidierte, aber nicht gewählt wurde. 2012 wurde sie Sekretärin für Toshio Ogawa, Senator für Tokio und neu ernannter Justizminister. Bei der Senatswahl 2013 kandidierte sie in Iwate, unterlag aber auf dem vierten Platz dem ex-demokratischen Amtsinhaber Tatsuo Hirano (nun parteilos) und Kandidaten von LDP und Ichirō Ozawas Seikatsu no Tō.
In der aus der Demokratischen Partei hervorgegangenen Demokratischen Fortschrittspartei wurde Yoshida 2016 zur Wahlkreisverbandsvorsitzenden [=Abgeordnetenhauskandidatin] Tokio 8; in der Parteispaltung im Vorfeld der Abgeordnetenhauswahl 2017 wechselte sie zur KDP, während die Kibō no Tō den ehemaligen Abgeordneten des benachbarten Wahlkreises 9, Takatane Kiuchi, nominierte. Bei der Wahl erhielt Yoshida knapp 30 % der Stimmen und lag damit zwar klar vor Kiuchi (16 %) und sonstigen Kandidaten (inklusive einer der KPJ), aber auch deutlich hinter Ishihara (39,2 %). Bei der nächsten allgemeinen Abgeordnetenhauswahl 2021 verzichtete die KPJ in der Mitte-links-Einheitsfront auf eine Nominierung in Tokio 8, neben Ishihara und Yoshida kandidierte nur Keiji Kasatani von der Nippon Ishin no Kai. Yoshida setzte sich mit über 48 % der Stimmen gegen Ishihara (37,2 %) durch; der Sieg war so deutlich, dass Ishihara auch einen Verhältniswahlsitz verpasste. Ihr klarer Sieg gegen einen erfahrenen LDP-Politiker und die „Enthauptung“ einer LDP-Faktion verschafften ihr schon bei der ersten Wahl überregionale Aufmerksamkeit.
Bei der Wahl des KDP-Vorsitzenden 2024 trat Yoshida gegen den amtierenden Vorsitzenden Kenta Izumi und die erfahrenen Kandidaten Yoshihiko Noda und Yukio Edano an, nachdem sie erst kurz vor der Wahleröffnung durch Gespräche mit Kenji Eda, der zuvor eine Kandidatur erwogen aber verworfen hatte, die nötigen 20 nominierenden Nationalabgeordneten gefunden hatte. Sie schied auf dem vierten Platz im ersten Wahlgang aus.
Bei der Abgeordnetenhauswahl 2024 gewann Yoshida den neu zugeschnittenen Wahlkreis Tokio 8 gegen eine neue LDP-Kandidatin, die ex-Ministerialbeamtin Hiroko Kado, mit absoluter Mehrheit und 18 Prozentpunkten Vorsprung.